# Sabana Iglesia
Sabana Iglesia è un comune della Repubblica Dominicana di 12.232 abitanti, situato nella Provincia di Santiago.